# Clara Rockmore
Clara Rockmore (nascida em Reisenberg, Vílnius, 9 de março de 1911 — Nova Iorque, 10 de maio de 1998) foi uma virtuosa intérprete de teremim, um instrumento musical eletrónico.

## Álbuns
- The Art of the Theremin (1977)
- Clara Rockmore's Lost Theremin Album (2006)

## Cinema e vídeo
- Martin, Steven M. (realizador) (1995). Theremin: An Electronic Odyssey (Cinema e DVD) (em inglês). Metro-Goldwyn-Mayer
- Moog, Robert (produtor) (1998). Clara Rockmore: The Greatest Theremin Virtuosa (VHS) (em inglês). Moog Music e Little Big Films
- Moog, Robert (produtor) (2005). Two Theremin Classics (DVD) (em inglês). Moog Music e Little Big Films

## Na cultura popular
- A banda de electro-pop irlandesa The Garland Cult incluiu a canção "Clara Rockmore" em seu álbum de 2007 Protect Yourself from Hollywood.
- O romance Us Conductors de Sean Michaels, que ganhou o Prémio Scotiabank Giller em 2014, é um relato fictício sobre a relação entre Rockmore e Léon Theremin.
- A 9 de março de 2016, o motor de pesquisa Google fez um doodle em homenagem aos cento e cinco anos do nascimento de Clara Rockmore.[7]